# Алимухаммедов, Эркин Хайдарович
Эркин Хайдарович Алимухаммедов (узб. Erkin Xaydarovich Alimuhammedov; род. 18 декабря 1939 года, Ташкентская область Узбекская ССР, СССР) — узбекский слесарь. В 1995 году удостоен звания Герой Узбекистана.

## Биография
Эркин Хайдарович родился 1939 году 18 февраля в Ташкентской области. Трудовую деятельность начал в 1959 году кузнецом на Ташкентском авиационном производственном объединении имени В. П. Чкалова, с 1959 по 1962 год служил в армии. С 1963 года по 1972 работал слесарем на Ташкентском авиационном производственном объединении. Ведущий специалист по сборке авиационных крыльевых агрегатов, активно участвовал в освоении серийного производства самолётов Ан-8, Ан-12, Ан-22, 328ИЛ-76, Ил-144 и других самолётов.

## Награды
В 1995 году был удостоен звания «Герой Узбекистана».